# Esercito popolare nazionale
L'Armée Nationale Populaire (ANP) (Esercito Popolare Nazionale, in arabo : الجيش الوطني الشعبي) è la forza terrestre delle forze armate popolari nazionali algerine. L'equipaggiamento dell'Armée Nationale Populaire è fornito dalla Russia, dalla Repubblica Popolare Cinese, e da altri paesi. 
L'esercito comprende due divisione corazzate e tre meccanizzate (Bilancio delle Forze Armate IISS 2007), una delle quali è l'8ª divisione corazzata di base presso Ras El Ma, 90 chilometri da Sidi Bel Abbes, nel 2º Distretto Militare. La divisione venne formata dall'8ª Brigata Corazzata dopo il 1988 (l'8ª Brigata Corazzata sembra essere stata formata nel 1976). Un'altra è la 40ª divisione di fanteria meccanizzata apparentemente di base nel 3º Distretto Militare. La missione della 40ª Divisione è di solito la protezione della frontiera algerino-marocchina. Il Bilancio delle Forze Armate IISS 2013 nominò uno delle altre divisioni meccanizzate come 12a.
Vi è anche segnalazione francese di una divisione paracadutista formata nei primi anni Novanta. Una divisione con cinque reggimenti aviotrasportati, apparentemente simile alla segnalazione francese, venne elencata nel Military Balance IISS nel 2001-02 e nel 2006. Tuttavia non venne elencata nell'edizione 2007 del Military Balance.

## Creazione e sviluppo
Dopo la fine della guerra di liberazione, nel giugno 1962, il primo obiettivo fu quello di creare un'organizzazione logistica per soddisfare le esigenze delle forze armate - struttura, alimentazione, abbigliamento, sanità e trasporto. Le Direzioni di Amministrazione, Armamento, Ingegneria e Sanità, Trasporto e Rifornimento furono le prime ad emergere. Queste direzioni, che si unirono rapidamente a quelle del personale dell'Aeronautica Militare, della Marina e dell'Istruzione, presso il Ministero, avrebbero formato la spina dorsale dell'Esercito Popolare Nazionale. Le basi della struttura generale dell'esercito vennero consolidate con la creazione delle direzioni principali, la creazione di un'organizzazione efficace, l'apertura di scuole e centri di istruzione e l'invio all'estero di tirocinanti per diverse armi e servizi.
Gli sforzi per sviluppare e modernizzare l'ANP continuarono nel corso degli anni '70 e '80, a livello organizzativo, con la formazione di battaglioni e brigate. Nel corso degli anni ottanta, l'esercito sperimentò una crescita considerevole. Così, nel 1986, iniziò una ristrutturazione, basata principalmente sulla realizzazione di grandi unità che combinassero potenza di fuoco e movimento graduale, cioè le divisioni di combattimento, dotate di sistemi d'arma sofisticati e altre attrezzature necessarie per l'uso e la manutenzione di questi sistemi. Questa modernizzazione non riguardava solo l'armamento, ma comprendeva tutte le aree organizzative e di combattimento. Così venne creato l'Ispettorato generale dell'ANP.

## Distretti militari

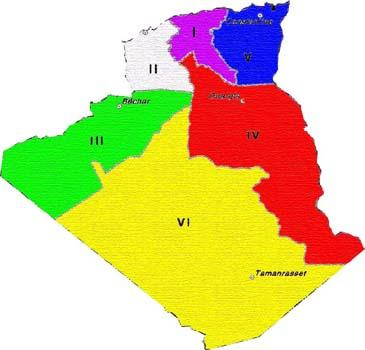
Distretti militari algerini

Fonte:  Library of Congress Country Study, 1993, 258-260 (PDF).
L'Algeria è divisa in sei distretti militari numerati, ognuno con le sedi situate in una città principale o città. Questo sistema di organizzazione territoriale, adottato poco dopo l'indipendenza, nasce dalla struttura in tempo di guerra wilaya e la necessità del dopoguerra di soggiogare le insurrezioni antigovernative che erano situate nelle varie regioni. I comandanti regionali gestiscono e amministrano le basi, la logistica,
e l'alloggio, nonché l'addestramento dei coscritti. I comandanti delle divisioni e delle brigate dell'esercito, delle installazioni delle forze aeree, e delle forze navali riferiscono direttamente al Ministero della Difesa Nazionale e ai capi di servizio del personale su questioni operative.
Durante gli anni '80, la maggior parte delle unità di combattimento dell'esercito erano concentrate nel II Distretto Militare (Orano) e, in misura minore, nel III (Béchar). Chadli Bendjedid divenne capo del II Distretto Militare nel 1964. Adiacente al Marocco, il III Distretto attraversava le principali vie di accesso di quel paese. Era anche vicino al travagliato Sahara Occidentale, che abbraccia il territorio precedentemente rivendicato dal Marocco. Gran parte del disordine interno e della violenza associata alle difficoltà economiche e al movimento islamista si verificò nel I Distretto Militare (Blida), che comprende la capitale di Algeri, e nel V (Constantine). Le unità dell'esercito vennero rafforzate e avvicinate alle città in cui si verificarono gli attacchi contro le forze governative e di sicurezza. Anche se i comandanti regionali erano in origine tutti colonnelli, i comandanti del I Distretto(Mohamed Djenouhat) e del V Distretto (Abdelhamid Djouadi) furono entrambi promossi maggior generale nel 1992. Le due giurisdizioni del sud-est - il IV ( Ouargla) e il VI Distretto Militare (Tamanrasset) - sono tratti di deserto scarsamente popolati, dove un numero limitato di truppe da combattimento conduce pattuglie e piccoli avamposti. La regione di Ouargla assunse una misura di importanza strategica dopo che le relazioni con la Libia s'inacidirono, ma le principali attività dei militari lì e nel VI Distretto sono i progetti di costruzione e d'interramento intraprese dalle forze coscritte.
Il VI Distretto venne creato nel 1975 per coprire il sud.
Il presidente Bouteflika, come ministro della Difesa, nominò nuovi comandanti per i distretti militari nel mese di agosto 2004. (BICC) Nel corso del 2010 ci fu una nuova serie di cambiamenti. Il presidente Bouteflika operò un movimento alla conduzione di tre distretti militari, secondo i decreti presidenziali pubblicati mercoledì 25 agosto nel Journal officiel algerino. Il generale Mohand-Ameziane Si-Mohand venne nominato a capo del III Distretto Militare, il generale Hassen Alaimia prese il comando del IV Distretto e il V è ora guidato dal generale Saïd Ziad. Tali nomine entrarono in vigore dal 1º agosto, secondo gli stessi decreti. Inoltre, il Capo dello Stato nominò i nuovi vicecomandanti di questi distretti.

## Equipaggiamento

### Armi individuali
| Modello                     | Immagine | Tipo                           | Calibro              | Origine                     | Note                                                                  |
| Pistole                     | Pistole  | Pistole                        | Pistole              | Pistole                     | Pistole                                                               |
| --------------------------- | -------- | ------------------------------ | -------------------- | --------------------------- | --------------------------------------------------------------------- |
| Pistolet Makarova           |          | Pistola semiautomatica         | 9 × 18 mm Makarov    | Unione Sovietica            | Prodotta localmente su licenza.                                       |
| Caracal                     |          | Pistola semiautomatica         | 9 × 19 mm Parabellum | Emirati Arabi Uniti Algeria | Pistola d'ordinanza, prodotta localmente su licenza.                  |
| Glock 17                    |          | Pistola semiautomatica         | 9 × 19 mm Parabellum | Austria                     | In servizio nelle forze speciali.                                     |
| Pistole mitragliatrici      |          |                                |                      |                             |                                                                       |
| Heckler & Koch MP5          |          | Pistola mitragliatrice         | 9 × 19 mm Parabellum | Germania                    | In servizio nelle forze speciali nelle versioni MP5SD3, MP5A3 e MP5K. |
| CS/LS7                      |          | Pistola mitragliatrice         | 9 × 19 mm Parabellum | Cina Algeria                | Prodotta localmente su licenza.                                       |
| Heckler & Koch MP7          |          | Personal Defense Weapon        | 4,6 × 30 mm          | Germania                    | In servizio nelle forze speciali.                                     |
| Fucili a canna liscia       |          |                                |                      |                             |                                                                       |
| Beretta RS202               |          | Fucile a pompa                 | Calibro 12           | Italia Algeria              | Prodotto localmente su licenza.                                       |
| EM 12B                      |          | Fucile semiautomatico          | Calibro 12           | Cina Algeria                | Prodotto localmente su licenza.                                       |
| Fucili d'assalto            |          |                                |                      |                             |                                                                       |
| AK-47                       |          | Fucile d'assalto               | 7,62 × 39 mm         | Unione Sovietica            | [ 9 ]                                                                 |
| Type 56                     |          | Fucile d'assalto               | 7,62 × 39 mm         | Cina                        |                                                                       |
| AKM                         |          | Fucile d'assalto               | 7,62 × 39 mm         | Unione Sovietica Algeria    | [ 9 ]                                                                 |
| M4                          |          | Fucile d'assalto               | 5,56 × 45 mm NATO    | Stati Uniti                 | In servizio nelle forze speciali.                                     |
| AK-103                      |          | Fucile d'assalto               | 7,62 × 39 mm         | Russia                      | In servizio nei paracadutisti.                                        |
| Fucili                      |          |                                |                      |                             |                                                                       |
| Simonov SKS                 |          | Carabina semiautomatica        | 7,62 × 39 mm         | Unione Sovietica Cina       | Fornite sia dall'Unione Sovietica che dalla Cina.                     |
| Beretta BM 59               |          | Fucile da battaglia            | 7,62 × 51 mm NATO    | Italia                      |                                                                       |
| Fucili di precisione        |          |                                |                      |                             |                                                                       |
| SVD Dragunov                |          | Fucile di precisione           | 7,62 × 54 mm R       | Unione Sovietica            | Prodotto localmente su licenza.                                       |
| Zastava M93                 |          | Fucile anti-materiale          | 12,7 × 108 mm        | Serbia                      |                                                                       |
| Mitragliatrici              |          |                                |                      |                             |                                                                       |
| RPK                         |          | Mitragliatrice leggera         | 7,62 × 39 mm         | Unione Sovietica Algeria    | Prodotta localmente su licenza.                                       |
| RPD                         |          | Mitragliatrice leggera         | 7,62 × 39 mm         | Unione Sovietica Algeria    | Prodotta localmente su licenza.                                       |
| M60                         |          | Mitragliatrice ad uso generale | 7,62 × 51 mm NATO    | Stati Uniti                 |                                                                       |
| PKM                         |          | Mitragliatrice ad uso generale | 7,62 × 54 mm R       | Unione Sovietica            |                                                                       |
| DŠK                         |          | Mitragliatrice pesante         | 12,7 × 108 mm        | Unione Sovietica            |                                                                       |
| Lanciagranate e lanciarazzi |          |                                |                      |                             |                                                                       |
| GP-25                       |          | Lanciagranate                  | 40 mm                | Unione Sovietica            |                                                                       |
| AGS-17                      |          | Lanciagranate automatico       | 30 mm                | Unione Sovietica            | [ 10 ]                                                                |
| AGS-30                      |          | Lanciagranate automatico       | 30 mm                | Unione Sovietica            | [ 10 ]                                                                |
| RPG-7                       |          | Lanciarazzi anticarro          | 40 mm                | Unione Sovietica            |                                                                       |
| RPG-29                      |          | Lanciarazzi anticarro          | 105 mm               | Unione Sovietica            |                                                                       |

### Artiglieria
| Modello                 | Immagine  | Calibro   | Origine          | In servizio | Note                                                                                       |
| Semoventi               | Semoventi | Semoventi | Semoventi        | Semoventi   | Semoventi                                                                                  |
| ----------------------- | --------- | --------- | ---------------- | ----------- | ------------------------------------------------------------------------------------------ |
| 2S1 Gvozdika            |           | 122 mm    | Unione Sovietica | 140         |                                                                                            |
| 2S3 Akatsiya            |           | 152 mm    | Unione Sovietica | 30          |                                                                                            |
| PLZ-45                  |           | 155 mm    | Cina             | 50          | Consegnati a partire dal 2014.                                                             |
| Obici                   |           |           |                  |             |                                                                                            |
| 122 mm D-30             |           | 122 mm    | Unione Sovietica | 160         | Alcuni montati su Mercedes-Benz Zetros.                                                    |
| 122 mm D-74             |           | 122 mm    | Unione Sovietica | 25          |                                                                                            |
| 122 mm M1931/37 (A-19)  |           | 122 mm    | Unione Sovietica | 100         |                                                                                            |
| 122 mm M-30             |           | 122 mm    | Unione Sovietica | 60          |                                                                                            |
| 130 mm M-46             |           | 130 mm    | Unione Sovietica | 10          |                                                                                            |
| 152 mm M1937            |           | 152 mm    | Unione Sovietica | 20          |                                                                                            |
| PLL-01                  |           | 155 mm    | Cina             | 18          |                                                                                            |
| Artiglieria controcarri |           |           |                  |             |                                                                                            |
| 100 mm T-12             |           | 100 mm    | Unione Sovietica | 10          | Alcuni montati su Mercedes-Benz Zetros.                                                    |
| Cannoni senza rinculo   |           |           |                  |             |                                                                                            |
| B-10                    |           | 82 mm     | Unione Sovietica | 120         |                                                                                            |
| B-11                    |           | 107 mm    | Unione Sovietica | 60          |                                                                                            |
| Lanciarazzi multipli    |           |           |                  |             |                                                                                            |
| BM-21                   |           | 122 mm    | Unione Sovietica | 48          |                                                                                            |
| BM-14                   |           | 140 mm    | Unione Sovietica | 48          |                                                                                            |
| SR5                     |           | 220 mm    | Cina             | >18         | Consegnati a partire dal 2017.                                                             |
| TOS-1A                  |           | 220 mm    | Russia           | ~18         | Consegnati a partire dal 2017.                                                             |
| BM-24                   |           | 240 mm    | Unione Sovietica | 30          |                                                                                            |
| BM-30 Smerch            |           | 300 mm    | Unione Sovietica | 18          |                                                                                            |
| Mortai                  |           |           |                  |             |                                                                                            |
| 82-BM-37                |           | 82 mm     | Unione Sovietica | 150         |                                                                                            |
| 120-PM-43               |           | 120 mm    | Unione Sovietica | 120         |                                                                                            |
| W86                     |           | 120 mm    | Cina             | ?           | Consegnati a partire dal 2017, alcuni installati su Mercedes-Benz Classe G.                |
| 160 mm M1943            |           | 160 mm    | Unione Sovietica | 60          |                                                                                            |
| SM4                     |           | 120 mm    | Cina             | ?           | Portamortaio da 120 mm su telaio di WZ551 apparso in servizio per la prima volta nel 2019. |
| Artiglieria contraerea  |           |           |                  |             |                                                                                            |
| ZPU-2                   |           | 14,5 mm   | Unione Sovietica | 60          |                                                                                            |
| ZPU-4                   |           | 14,5 mm   | Unione Sovietica | 40          |                                                                                            |
| ZU-23-2                 |           | 23 mm     | Unione Sovietica | 100         |                                                                                            |
| ZSU-23-4 Shilka         |           | 23 mm     | Unione Sovietica | ~225        |                                                                                            |

### Veicoli
| Modello                                    | Immagine     | Tipo                          | Origine                     | In servizio  | Note |
| Carri armati                               | Carri armati | Carri armati                  | Carri armati                | Carri armati | Carri armati |
| ------------------------------------------ | ------------ | ----------------------------- | --------------------------- | ------------ | --- |
| T-55AMV                                    |              | Carro armato da combattimento | Unione Sovietica            | 270          | Ritirati dai reparti corazzati all'inizio degli anni 2000 e accorpati alle divisioni meccanizzate come carri di supporto alla fanteria. |
| T-62                                       |              | Carro armato da combattimento | Unione Sovietica            | 300          | Nel 2022 sono stati presentati a una parata 10 esemplari la cui torretta è stata sostituita con una torretta Berezhok dotata di un cannone 2A42 da 30 mm, una mitragliatrice PKT coassiale da 7,62 mm, un lanciagranate AGS-30 e quattro missili anticarro Kornet. |
| T-72                                       |              | Carro armato da combattimento | Unione Sovietica            | 325          | Nelle versioni T-72M1 e T-72M1M. |
| T-90AS                                     |              | Carro armato da combattimento | Russia                      | >600         | 185 consegnati tra il 2006 e il 2008, circa 120 tra il 2012 e il 2013 e 200 acquistati nel 2015 e prodotti localmente su licenza. |
| Veicoli da ricognizione                    |              |                               |                             |              | |
| Panhard AML-60                             |              | Veicolo da ricognizione       | Francia                     | 44           | |
| BRDM-2                                     |              | Veicolo da ricognizione       | Unione Sovietica            | 90           | 26 BRDM-2 e 64 BRDM-2M. |
| Veicoli da combattimento della fanteria    |              |                               |                             |              | |
| BMP-1M                                     |              | IFV                           | Unione Sovietica            | 760          | BMP-1 aggiornati con torrette Berezhok in due lotti da 400 e 360 esemplari. |
| BMP-2                                      |              | IFV                           | Unione Sovietica            | ~220         | |
| BMP-2M                                     |              | IFV                           | Unione Sovietica            | 360          | Aggiornati con torrette Berezhok. |
| Boxer                                      |              | IFV                           | Germania                    | ?            | 500 ordinati nel 2019 da produrre localmente. |
| Veicoli trasporto truppe                   |              |                               |                             |              | |
| BTR-60                                     |              | APC                           | Unione Sovietica            | 250          | |
| BTR-80                                     |              | APC                           | Unione Sovietica            | 150          | |
| OT-64                                      |              | APC                           | Cecoslovacchia              | 150          | |
| Panhard M3                                 |              | APC                           | Francia                     | 55           | |
| Transportpanzer 1 Fuchs                    |              | APC                           | Germania                    | ~440         | 980 Fuchs 2 acquistati nel 2014 con un accordo per produrli localmente. Primi 54 esemplari prodotti in Germania. |
| Fahd                                       |              | APC                           | Egitto                      | 100          | |
| BCL-M5                                     |              | APC                           | Algeria                     | 100          | |
| Marauder                                   |              | APC                           | Sudafrica                   | 2            | |
| International MaxxPro                      |              | APC                           | Stati Uniti                 | >3           | 30 acquistati nel 2017. Almeno 3 MaxxPro Dash in servizio nelle forze speciali. |
| Nimr                                       |              | APC                           | Emirati Arabi Uniti Algeria | ?            | Accordo firmato nel 2012 per la produzione su licenza. Utilizzati anche come portamortaio da 120 mm. |
| Veicoli per usi speciali                   |              |                               |                             |              | |
| IMR-2                                      |              | Veicolo del genio             | Unione Sovietica            | ?            | |
| BREM-1                                     |              | Veicolo corazzato da recupero | Unione Sovietica            | ?            | |
| MTU-20                                     |              | Veicolo gettaponte            | Unione Sovietica            | ?            | |
| M58 MICLIC                                 |              | Veicolo per lo sminamento     | Stati Uniti                 | ?            | |
| Veicoli utility                            |              |                               |                             |              | |
| High Mobility Multipurpose Wheeled Vehicle |              | Veicolo tattico leggero       | Stati Uniti                 | >200         | |
| Toyota Land Cruiser                        |              | Veicolo multiruolo            | Giappone                    |              | [ 30 ] |
| Mercedes-Benz Classe G                     |              | Veicolo multiruolo            | Germania                    |              | [ 31 ] |
| Mercedes-Benz Sprinter                     |              | Veicolo multiruolo            | Germania                    |              | [ 32 ] |
| Autocarri                                  |              |                               |                             |              | |
| Unimog                                     |              | Autocarro leggero             | Germania                    |              | [ 33 ] |
| Mercedes-Benz Zetros                       |              | Autocarro                     | Germania Algeria            |              | Prodotto localmente su licenza. |
| Mercedes-Benz Actros                       |              | Autocarro                     | Germania Algeria            |              | Prodotto localmente su licenza. |
| Mercedes-Benz Atego                        |              | Autocarro                     | Germania Algeria            |              | Prodotto localmente su licenza. |
| SNVI M120                                  |              | Autocarro                     | Algeria                     |              | |
| SNVI M230                                  |              | Autocarro                     | Algeria                     |              | |
| SNVI M350                                  |              | Autocarro                     | Algeria                     |              | |

### Missili
| Modello              | Immagine          | Tipo                             | Origine             | Note                                                                                      |
| Missili anticarro    | Missili anticarro | Missili anticarro                | Missili anticarro   | Missili anticarro                                                                         |
| -------------------- | ----------------- | -------------------------------- | ------------------- | ----------------------------------------------------------------------------------------- |
| Kornet-D             |                   | Sistema anticarro                | Russia              | Lanciatore di 9M133M Kornet-M su GAZ-2975. 28 in servizio nel 2021.                       |
| BMPT-72 Terminator-2 |                   | Sistema anticarro                | Russia              | 300 acquistati nel 2016 e in consegna dal 2020.                                           |
| 9M133 Kornet         |                   | Missile a guida laser            | Russia              | [ 11 ]                                                                                    |
| 9M133M Kornet-EM     |                   | Missile a guida laser            | Russia              | [ 11 ]                                                                                    |
| 9M14 Maljutka        |                   | Missile filoguidato              | Unione Sovietica    | [ 11 ]                                                                                    |
| 9K111 Fagot          |                   | Missile filoguidato              | Unione Sovietica    | [ 11 ]                                                                                    |
| 9M113 Konkurs        |                   | Missile filoguidato              | Unione Sovietica    | [ 11 ]                                                                                    |
| MILAN                |                   | Missile filoguidato              | Francia Germania    | [ 11 ]                                                                                    |
| 9K115-2 Metis-M1     |                   | Missile filoguidato              | Unione Sovietica    | [ 11 ]                                                                                    |
| Skif                 |                   | Missile a guida laser            | Ucraina Bielorussia | [ 11 ]                                                                                    |
| HJ-12                |                   | Missile a guida infrarossa       | Cina                | Acquistati nel 2020.                                                                      |
| Missili antiaerei    |                   |                                  |                     |                                                                                           |
| S-300PMU-2           |                   | Sistema SAM a lungo raggio       | Russia              | Acquistati nel 2010.                                                                      |
| S-400                |                   | Sistema SAM a lungo raggio       | Russia              | [ 39 ]                                                                                    |
| HQ-9                 |                   | Sistema SAM a lungo raggio       | Cina                | [ 40 ]                                                                                    |
| Buk-M2E              |                   | Sistema SAM a medio raggio       | Russia              | Entrati in servizio nel 2017.                                                             |
| Kvadrat              |                   | Sistema SAM a medio raggio       | Unione Sovietica    | [ 42 ]                                                                                    |
| S-350                |                   | Sistema SAM a medio raggio       | Russia              | Entrati in servizio probabilmente nel 2020.                                               |
| Pantsir-S            |                   | Sistema SAM a medio/corto raggio | Russia              | Pantsir-S1 e -SM.                                                                         |
| Osa                  |                   | Sistema SAM a corto raggio       | Unione Sovietica    | Circa 48 in servizio nel 2021.                                                            |
| Strela-1             |                   | Sistema SAM a corto raggio       | Unione Sovietica    | Circa 20 in servizio nel 2021.                                                            |
| Strela-2             |                   | MANPADS                          | Unione Sovietica    |                                                                                           |
| QW-2                 |                   | MANPADS                          | Cina                |                                                                                           |
| Missili balistici    |                   |                                  |                     |                                                                                           |
| 9K720 Iskander-E     |                   | Missile balistico a corto raggio | Russia              | 48 lanciatori acquistati nel 2013, ufficializzati nel 2018 e in dotazione a 4 reggimenti. |